# 틸지터
틸지터(알레만어: Tilsiter)는 19세기 중반에 동프로이센 틸지트(Tilsit, 지금의 러시아 소베츠크)에 정착한 스위스인들이 만든 치즈이다.